# 목 (시호)
목(穆)은 시호에 쓰이는 글자다. 《일주서》 〈시법해〉에서는 포덕집의(布德執義), 중정견모(中情見貌)를 일컫는다 한다. 통가자로 목(繆)이 있는데, 이 글자는 하시인 유(謬)와도 통가 관계에 있으므로 시호 繆이/가 목인지 유인지 판단에 주의해야 한다.

## 목제
- 대 목제 탁발의로
- 동진 목제
- 남연 목제 모용납 (추증)
- 베트남 후 레 왕조 현종 목제

## 목왕
- 서주 목왕
- 초 목왕
- 전한 광양목왕 유순
- 류큐 상목왕

## 목공
- 거 목공
- 노 목공
- 단 목공
- 소 목공
- 소주 목공
- 송 목공
- 위 목공
- 정 목공
- 조 목공
- 주 목공
- 진 목공
- 진 목공
- 허 목공

## 목후
- 연 목후
- 진 목후
- 채 목후

## 목백
- 공보목백
- 맹목백

## 목자
- 사목자
- 숙손목자
- 숙중목자
- 신치목자
- 중항목자